# Saša Kovačević
Saša Kovačević (serbiska: Саша Ковачевић), född 27 juli 1985 i Belgrad, är en serbisk sångare.

## Karriär
Saša Kovačevićs debutalbum Jedina si vredela släpptes den 1 januari 2006. Hans andra album Ornament släpptes den 1 februari 2010. Bland hans mest kända låtar finns "Jos ti se nadam" (2009 med Emina Jahović), "Ludak" (2010), "Bezimo iz grada" (2011), "Kako posle nas" (2011) och "Lapsus" (2012).  
År 2011 släpptes singeln "Idemo do mene" som han framför tillsammans med Nikolina Pišek. Den officiella musikvideon hade 2,5 miljoner visningar på Youtube i augusti 2012.

## Diskografi

### Album
- 2006 - Jedina si vredela
- 2010 - Ornament